# 贾体新
贾体新（1951年—），河北蠡县人，汉族，中华人民共和国政治人物、第十一届全国人民代表大会河北地区代表。
毕业于河北师范大学体育教育专业，担任保定市人大常委会副主任。2008年起担任全国人大代表。